# Cernay, Haut-Rhin
Cernay (tyska Sennheim, elsassiska Sanna) är en stad och kommun i Alsace, Frankrike. Cernay tillhörde tidigare Tyskland och besattes under första världskriget, 8 augusti 1914, av franska trupper. Den 9-10 i samma månad utkämpades i linjen Mülhausen-Sennheim (med dåvarande namn på staden) ett fältslag ("första slaget vid Mülhausen") mellan fransmännen och tyskarna, som återtog staden. Cernay ingick därefter som en stödpunkt i tyska fronten Elsass och blev föremål för hårda strider, särskilt i september och december samma år samt i januari, februari och april 1915, men förblev dock i tysk ägo till krigets slut.

## Befolkningsutveckling
Antalet invånare i kommunen Cernay
| Referens: INSEE |